# Taphozous troughtoni
Taphozous troughtoni — є одним з видів мішкокрилих кажанів родини Emballonuridae.

## Поширення
Країни поширення: Австралія. Лаштує сідала в печерах, занедбаних шахтах, ущелинах і скелястих уступах в широкому діапазоні середовищ існування.

## Загрози та охорона
Загрози для цього виду невідомі. Зустрічається у ряді охоронних територіях.